# Guibertus van Gembloers

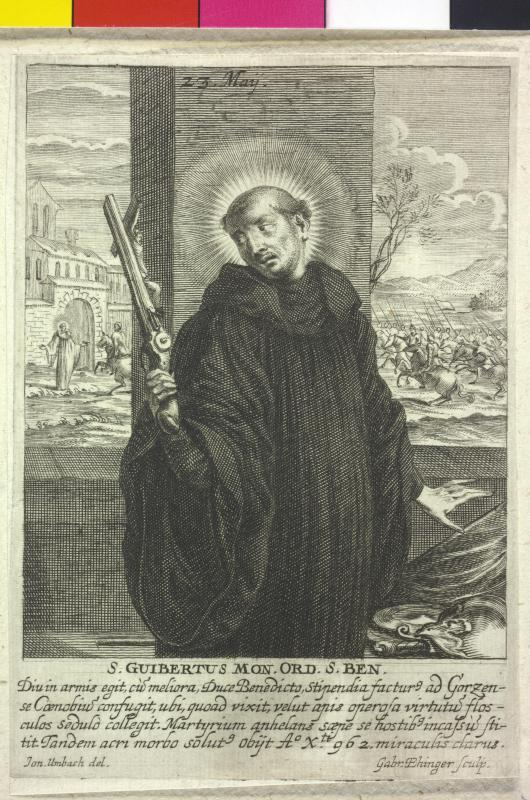

Guibertus van Gembloers (ook: Sint-Wijbrecht en Wichpert) (gestorven 23 mei 962) was een 10e-eeuws edelman die monnik werd en  in de rooms-katholieke kerk vereerd wordt als heilige. Hij was de stichter van de Abdij van Gembloers die tot bloei werd gebracht met kapitaal en landgoederen uit zijn familie.
Guibertus was een ridder geboren aan het einde van de 9e eeuw als zoon van Godfried III van Lotharingen, graaf van Holland, en Irmintrud van Ringelheim.
Samen met benedictijnen van de Abdij van Gorze stichtte hij in Gembloers een abdij. Guibertis vermaakte zijn wereldlijke goederen en ook zijn grootmoeder, Mathilde van Ringelheim schonk grote landgoederen. De abdij groeide rond zijn voorouderlijk kasteel. Hij overleed in 962 in de Abdij van Gorze en zijn lichaam werd naar de kerk van Gembloers gebracht. In de 11e eeuw schreef Sigebert, monnik van Gembloers, een Leven van Sint-Guibertus.
Hij werd in 1211 gecanoniseerd en in de katholieke kerk is zijn feestdag 23 mei.